# Cristián Cuevas Zambrano
Cristián Eduardo Cuevas Zambrano (Coronel, 22 de marzo de 1969) es un político y exsindicalista chileno, actual presidente del Partido Popular.
Fue presidente de la Confederación de Trabajadores del Cobre (CTC) y secretario de negociación colectiva de la Central Unitaria de Trabajadores de Chile (CUT). También se desempeñó como agregado laboral en la misión diplomática de Chile en España durante el gobierno de la Nueva Mayoría (ex Concertacion) presidido por Michelle Bachelet Jeria. Fue militante de los partidos Socialista, Comunista y Convergencia Social, presidiendo actualmente el Partido Popular.

## Biografía
Hijo de Eleodoro Cuevas, minero del carbón, y de Benicia Zambrano, tiene 10 hermanos.
Realizó sus estudios secundarios en el Liceo A 49 de Coronel y posee estudios de Trabajo Social en la Universidad Arcis.
En 1997, luego de llevar un año viviendo en Los Andes, inició sus labores como obrero en Sodexho Chile, transnacional dedicada al rubro alimenticio en la Minera Andina, perteneciente a Codelco, donde trabajó hasta 2003; después mantuvo su relación con los subcontratistas de Codelco de manera independiente.
En marzo de 2008, cuando era líder sindicalista de los trabajadores de Codelco, se refirió por primera vez a su orientación sexual en una entrevista para la revista Paula y en Punto Final afirmó participar constantemente en las marchas del día del orgullo gay. En enero de 2012, declaró al suplemento El Semanal, del diario La Tercera, que no necesitaba casarse pues estaba «felizmente acompañado».

## Vida pública

### Líder sindical
Mientras cursaba su enseñanza media fue vicepresidente de la Federación de Estudiantes del Carbón. Como coordinador de derechos humanos en la zona, se mantuvo 19 días en huelga de hambre por la desaparición de cinco compañeros vinculados al Frente Patriótico Manuel Rodríguez (FPMR).
En 1997, formó el sindicato Sodexho Chile División Andina, el cual lideró hasta 2003, cuando fue desvinculado de la empresa por organizar una huelga junto a otros trabajadores.
En junio de 2007 fue elegido presidente de la Confederación de Trabajadores del Cobre (CTC), organización que a través de una huelga que se extendió por 37 días (en los cuales se bloquearon los accesos a las principales centros mineros y se produjeron durísimos enfrentamientos entre trabajadores y la policía), logró que Codelco otorgara, a través de las empresas contratistas, mejoras salariales, seguro de salud, seguro de vida, beca escolar, además del pago de un bono de productividad de $450 000 (801 USD) a los trabajadores subcontratados.
En 2008 fue elegido consejero de la Central Unitaria de Trabajadores de Chile con 39 761 votos.

### Actividad política

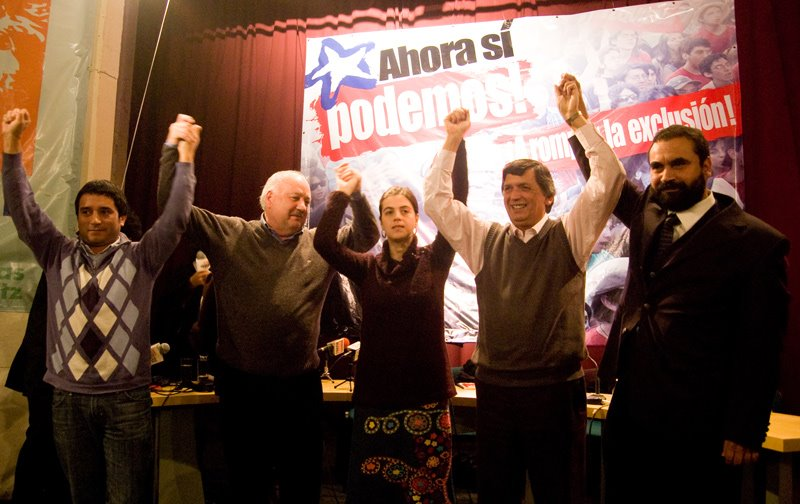
Cuevas (primero de izquierda a derecha) junto a dirigentes del PC en 2009.

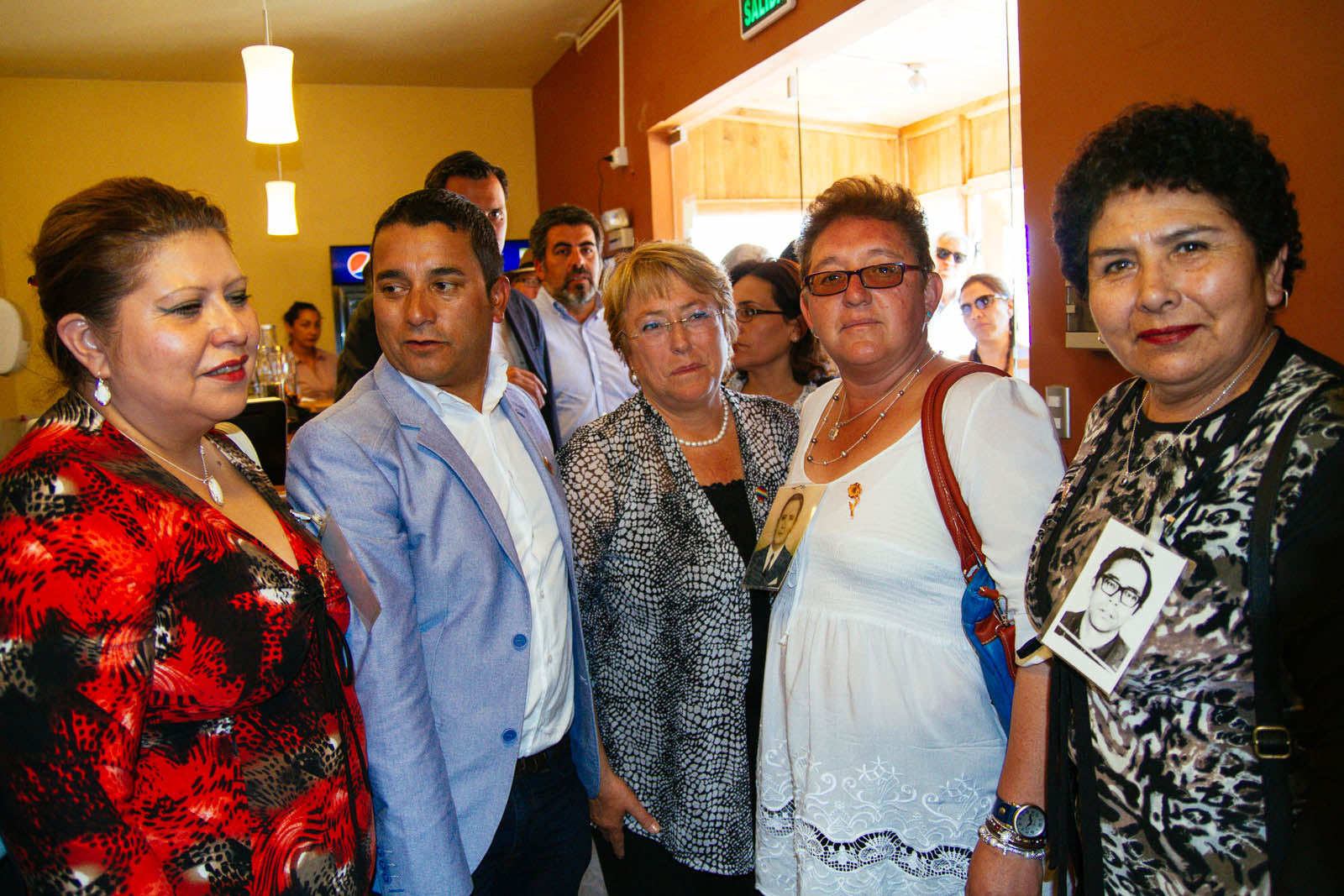
Cuevas en una actividad de la campaña presidencial de Michelle Bachelet en 2013.

A los 14 años comenzó su militancia en el Partido Socialista de Chile, donde se vinculó a la Coordinadora Nacional de Regionales (CNR), extinta fracción revolucionaria del socialismo. 
En 1998, mientras participaba en una marcha a favor de los derechos humanos, se encontró casualmente con Gladys Marín quien, según sus declaraciones, le causó tal admiración que decidió apoyar su candidatura presidencial al año siguiente e ingresó en el Partido Comunista de Chile (PC). 
En mayo de 2009, el PC lo proclama candidato a diputado por el distrito 46, correspondiente a Lota y la provincia de Arauco, en la elección parlamentaria de ese año, pero no llegó a ser elegido. En 2013 se volvió a postular a la Cámara, esta vez por el distrito 3, pero tampoco obtuvo el cargo.
En mayo de 2014 fue designado agregado laboral en España por el gobierno de Michelle Bachelet. El 4 de septiembre de 2015 anunció la renuncia a su militancia comunista.
En julio de 2016 inició las reuniones para conformar un nuevo movimiento político, lo cual se concretó en el lanzamiento oficial de Nueva Democracia el 4 de septiembre de ese mismo año. Dicha agrupación forma parte del Frente Amplio que promueven distintos partidos y organizaciones de izquierdas. En 2019 el movimiento se fusionó con otras agrupaciones y formó el partido Convergencia Social. En noviembre de ese año presentó su renuncia a la colectividad en rechazo a la participación del diputado Gabriel Boric en el acuerdo para la redacción de una nueva Constitución, el que surgió en medio de masivas protestas.
Luego integró el movimiento Victoria Popular, colectividad anticapitalista que se unió posteriormente al conglomerado Chile Digno, con el fin de apoyar a Daniel Jadue en las primarias de Apruebo Dignidad, quien resultó vencido por el diputado magallánico del Frente Amplio, Gabriel Boric. Ante dicho resultado, Victoria Popular anunció que no apoyarán a Boric en la carrera presidencial.
El 5 de agosto de 2021, La Lista del Pueblo anunció la nominación de Cuevas como candidato presidencial, representando al movimiento en las elecciones de noviembre a través de una votación interna, donde obtuvo 43 de los 76 votos. Sin embargo, dado que competirá como independiente, Cuevas necesita recolectar 33 mil firmas para oficializar su candidatura. El 10 de agosto su candidatura fue depuesta por la propia Lista del Pueblo luego que se anunciara una consulta ciudadana para definir un nuevo candidato.
En marzo de 2023 entra al recién creado Partido Popular, siendo integrante de su Comisión Política, y posteriormente en octubre de 2023, en el marco del primer Encuentro Nacional del Partido, es elegido presidente de la colectividad.

## Controversias

### Denuncias de agresión a ministra del Sernam
En diciembre de 2010, el entonces Servicio Nacional de la Mujer (Sernam) lo acusó de haber agredido a la ministra directora Carolina Schmidt —del organismo— al «increparla a gritos por la no renovación de contrata de algunos funcionarios y la retuvo de los brazos, dificultando su salida al Palacio de La Moneda». Posteriormente Schmidt le pidió a Cuevas que se tranquilizara, ofreciéndole la posibilidad de reunirse inmediatamente, propuesta que Cuevas rechazó, lanzando manotazos al jefe de gabinete de la ministra y a los vidrios del auto en donde se transportaba la ministra. Dicha situación fue desmentida por Cuevas, basándose en que otras personas hicieron lo mismo y «hay una alteración de la realidad».

### Denuncias de estafa, apropiación indebida y contrato simulado
En octubre de 2013, dirigentes de tres federaciones presentaron una querella por estafa, apropiación indebida de dineros y contrato simulado en contra de la ex directiva de la Confederación de Trabajadores del Cobre (CTC), a la cual pertenecía Cristián Cuevas, debido a compra de una vivienda de la Agrupación de Jubilados y Montepiados de Chile en 330 millones de pesos, y no en 200 millones que era el coste original, además se acusó que la institución dueña del inmueble solo habría recibido 220 millones y no la totalidad del dinero. Ante esta denuncia, Cuevas alegó persecución política.

## Historial electoral

### Elecciones parlamentarias de 2009
- Elecciones parlamentarias de 2009, candidato a diputado por el distrito 46 (Lota, Los Álamos, Arauco, Cañete, Contulmo, Curanilahue, Lebu y Tirúa  ) [22]

| Candidato                     | Pacto                                            | Partido | Votos  | %     | Resultado |
| ----------------------------- | ------------------------------------------------ | ------- | ------ | ----- | --------- |
| Iván Norambuena Farías        | Coalición por el Cambio                          | UDI     | 34.852 | 35,77 | Diputado  |
| Manuel Monsalve Benavides     | Concertación y Juntos Podemos por más Democracia | PS      | 30.360 | 31,16 | Diputado  |
| Cristián Cuevas Zambrano      | Concertación y Juntos Podemos por más Democracia | PC      | 22.326 | 22,92 |           |
| José Manuel Rebolledo Cáceres | Coalición por el Cambio                          | ILB     | 8.132  | 8,35  |           |
| Jaime Bahamondes Cabrera      | Chile Limpio. Vote Feliz                         | PRI     | 1.750  | 1,80  |           |

### Elecciones parlamentarias de 2013
- Primarias parciales parlamentarias de la Nueva Mayoría de 2013 por el distrito 3 (Calama, María Elena, Ollagüe, San Pedro de Atacama y Tocopilla)

|  | 39,18 % |

|  | 47,44 % |

|  | 13,38 % |

- Elecciones parlamentarias de 2013, candidato a diputado por el distrito 3 (Calama, María Elena, Ollagüe, San Pedro de Atacama y Tocopilla)[23]

| Candidato                | Pacto                         | Partido | Votos  | %     | Resultado |
| ------------------------ | ----------------------------- | ------- | ------ | ----- | --------- |
| Marcos Espinosa Monardes | Nueva Mayoría                 | PRSD    | 16.878 | 27,82 | Diputado  |
| Felipe Ward Edwards      | Alianza                       | UDI     | 14.587 | 24,04 | Diputado  |
| Cristián Cuevas Zambrano | Nueva Mayoría                 | PCCh    | 12.807 | 21,11 |           |
| Daniel Agusto Pérez      | Alianza                       | RN      | 7.468  | 12,31 |           |
| Wilson Reyes Araya       | Nueva Constitución para Chile | ILH     | 2.938  | 4,84  |           |
| Luis Contreras Rivera    | Si tú quieres, Chile cambia   | PRO     | 2.823  | 4,65  |           |
| Pablo Onell Aracena      | Partido Humanista             | PH      | 1.636  | 2,69  |           |
| Bernardo Hevia Garrido   | Nueva Constitución para Chile | ILH     | 1.523  | 2,51  |           |

### Elecciones parlamentarias de 2017
- Elecciones parlamentarias de 2017, candidato a diputado por el distrito 20 (Chiguayante, Concepción, Coronel, Florida, Hualpén, Hualqui, Penco, San Pedro de la Paz, Santa Juana, Talcahuano y Tomé)[24]

| Candidato                        | Pacto                    | Partido | Votos  | %   | Resultados |
| -------------------------------- | ------------------------ | ------- | ------ | --- | ---------- |
| Gastón Saavedra Chandía          | La Fuerza de la Mayoría  | PS      | 30 475 | 9.0 | Diputado   |
| José Miguel Ortiz Novoa          | Convergencia Democrática | PDC     | 29 476 | 8.7 | Diputado   |
| Enrique van Rysselberghe Herrera | Chile Vamos              | UDI     | 28 780 | 8.5 | Diputado   |
| Francesca Muñoz González         | Chile Vamos              | RN      | 23 140 | 6.9 | Diputada   |
| Sergio Bobadilla Muñoz           | Chile Vamos              | UDI     | 18 471 | 5.5 | Diputado   |
| Félix González Gatica            | Frente Amplio            | PEV     | 18 380 | 5.5 | Diputado   |
| Jorge Ulloa Aguillón             | Chile Vamos              | UDI     | 15 374 | 4.6 |            |
| Marcelo Chávez Velásquez         | Convergencia Democrática | PDC     | 13 823 | 4.1 |            |
| Elías Ramos Muñoz                | Independiente            | IND     | 12 713 | 3.8 |            |
| Francesca Parodi Oppliger        | Chile Vamos              | EVO     | 12 397 | 3.7 |            |
| Leonidas Romero Sáez             | Chile Vamos              | RN      | 11 377 | 3.4 | Diputado   |
| Cristián Campos Jara             | La Fuerza de la Mayoría  | PPD     | 11 139 | 3.3 |            |
| Claudio Eguiluz Rodríguez        | Chile Vamos              | RN      | 8848   | 2.6 |            |
| Jaime Tohá González              | La Fuerza de la Mayoría  | PS      | 8189   | 2.4 | Diputado   |
| Camilo Riffo Quintana            | Frente Amplio            | PH      | 7937   | 2.4 |            |
| Cristián Cuevas Zambrano         | Frente Amplio            | PH      | 7504   | 2.2 |            |